# Eiji Kawashima
Eiji Kawashima (Prefectura de Saitama, Japó, 20 de març de 1983) és un futbolista japonès.

## Selecció japonesa
Eiji Kawashima ha disputat 39 partits amb la selecció japonesa.
El 12 de maig de 2014 s'anuncià la seva inclusió a la llista de 23 jugadors de la selecció japonesa per disputar el Mundial de 2014 al Brasil. Els dorsals van ser anunciats el 25 de maig.